# Antislavizem
Antislavizem je oblika diskriminacije, ki vključuje negativne predstave o Slovanih, npr. manjvrednostne predstave v primerjavi z drugimi ljudmi. Antislavizem je dosegel najvišji vrh med drugo svetovno vojno, ko je nacistična Nemčija tretirala Slovane kot nižjo raso in je načrtovala večino slovanske populacije etnično izbrisati. Zaradi take ideologije so bili Slovani najštevilčnejše žrtve druge svetovne vojne.

## 20. stoletje

### Albanija
Na začetku 20. stoletja se je antislavizem razširil v Albaniji med frančiškanskimi menihi, ki so študirali v Avstro-ogrski. Spremenili so nacionalne epe v literaturo, npr. Gjergi Fishta je spremenil Lahuta e Malcís, kjer je namesto borbe proti Turkom uporabil borbo proti Slovanom in s tem širil antislovanska čustva . 
Albanska družbena elita je v tem času s ponosom govorila: »Mi Albanci smo avtohtona rasa na Balkanu. Slovani so zavojevalci in imigranti, ki so prišli šele včeraj iz Azije.«

### Fašizem in nacizem
Mnogo Slovencev in Italijanov je med drugo svetovno vojno trpelo in umrlo zaradi hude podhranjenosti v italijanskem koncentracijskem taborišču Rab. Antislavizem je bil razširjen med italijanskem fašizmom in nemškem nacizmu že pred drugo svetovno vojno na mejnih območjih, kjer je bilo slovansko prebivalstvo. Benito Mussolini je imel Slovane za manjvredno in barbarsko raso. Slovane je videl kot grožnjo Italiji zaradi svojih imperialističnih teženj. 
Antislavizem je bil temeljnega pomena za nacizem. Adolf Hitler in nacistična stranka sta imela Slovane za »Untermenschen«, manjvredne ljudi, ki niso bili del višje rase. Nekatere izjeme so bile med Slovani, ki bi jih po njihovem mnenju lahko germanizirali. Nemški rasizem je služil za nemške imperialistične in ozemeljske težnje vzhodne Evrope, predvsem na Jugoslavijo, Poljsko in Rusijo. Nemčija je imela načrt Generalplan Ost, da bi bilo milijone Nemcev in drugih »nemških« naseljencev premaknjenih na zasedena ozemlja, medtem ko bi bilo domorodno prebivalstvo izseljeno, odstranjeno ali zasužnjeno. Nacistična politika je bila uničiti, etnično odstraniti in zasužnjiti večino slovanske populacije. Svojo politiko so opustili zgolj do tistih medvojnih sodelujočih držav, ki so pristopile k trojnemu paktu, Hrvaške in Bolgarije.

### Grčija
Mnogo avtohtonih slovanskih imen je bilo heleniziranih, v preteklosti je bil prepovedan »slovanski« jezik (makedonščina in bolgarščina).